# Sans Soucis (St. Lucia)
Sans Soucis (dt.: „Ohne Sorgen“) ist ein nördlicher Stadtteil der Landeshauptstadt Castries im Quarter (Distrikt) Castries im Westen des Inselstaates St. Lucia in der Karibik. 

## Geographie
Der Stadtteil liegt im Norden des Naturhafens, zwischen Pointe Seraphine, Conway/Waterfront und Barnard Hill im Süden sowie Vigie mit dem George F. L. Charles Airport im Norden. Im Westen und Norden begrenzt der John Compton Highway das Stadtviertel, im Osten schließt sich L’Anse Road an.

## Klima
Nach dem Köppen-Geiger-System zeichnet sich Sans Soucis durch ein tropisches Klima mit der Kurzbezeichnung Af aus.